# Quista conformis
Quista conformis är en fjärilsart som beskrevs av Sergius G. Kiriakoff 1968. Quista conformis ingår i släktet Quista och familjen tandspinnare. Inga underarter finns listade.